# 錆色のアーマ
『錆色のアーマ』（さびいろのアーマ、RUSTED ARMORS）は、舞台を中核としたメディアミックスプロジェクト。
漫画・アニメ・ゲームなどを原作としたいわゆる“2.5次元舞台”の展開の仕方とは逆に舞台版が先に生まれ、そこから様々なメディアミックス展開を図っていく“逆2.5次元舞台”プロジェクトとして始動した。
戦乱の世で天下統一を夢見る男たちの生き方を描く。なお、“アーマ”とは作中の武器の名前である。

## あらすじ
イスパニア軍に侵攻されているパラレル過去の戦国時代。紀伊国の雑賀（さいか）の里も襲撃される。里人の生き残りを避難させ死者を供養した後、雑賀衆たちは尾張に逃れる。そこで諸国放浪してきた三郎信長と出会い、孫一たちはイスパニア軍のコンキスタドール兵を迎え撃つ訓練をする。そしてコンキスタドール兵を率いるルシオ・コルテスと対峙するが、彼は記憶を失った孫一の弟だと明かされる。

## 登場人物
舞台で孫一役を演じた佐藤大樹と織田信長役を演じた増田俊樹はじめ、多くのキャラクターの配役はアニメ版にも出演している。

### 雑賀衆
各自が「アーマ」と呼ばれる個性的な武器を携えている。
孫一（まごいち）
声 - 佐藤大樹
主人公。生来の龍眼の持ち主であり、性格は明るく情に厚い。イスパニアの血を引き、青い目をしている。
銃刀「麒麟殺し」を持つ。かつてはルカとして生きてきた。
鶴首（つるくび）
声 - 荒木健太朗
雑賀衆の中では最年長。蛍火を命がけで守ろうとする義侠の士。雑賀衆のうちでは礼節を弁え、三郎信長を「三郎殿」と呼び普通に接することができる常識人。
長尺銃「鳳凰落とし」を構える。
蛍火（ほたるび）
声 - 永田崇人
雑賀衆で一番幼い。帝の御落胤として生まれ、公には存在していけない人間であるため冷遇され生きてきた。
鶴首を最初は「おじさん」と呼んでいたが、行動を共にするうち「鶴兄（つるにい）」に変わる。仲間に対しても表情のない、独特の喋り方をする。
二挺拳銃としても使える鎖付き双節棍「烏天狗封じ」を使う。
黒氷（くろひょう）
声 - 平田裕一郎
機械仕掛けの身体であらゆる場所がアーマで出来ている。口が悪く、他者に対し高慢な態度をとる一匹狼。
武器は右手に仕込んだ機関銃「白虎薙ぎ」。舞台では右手の義手で機関銃を構える。
木偶（でく）
声 - spi（アニメ）、演 - 章平（舞台）
酒と騒ぐのが好きでお調子者で軽口を叩くが、情に厚い男。モヒカン・ヘアのような髪型。
得物は大筒「玄武砕き」。
アゲハ
声 - 神里優希
見た目は女のような美少年。誰も信用できない、頼れるのは自分だけであると考えてる。女言葉で話し爪紅（今でいうマニキュア）をしている。
元は城主の息子。瓜二つの双子の姉を慕っていた。皆が上半身裸で滝に打たれたり、温泉に浸かる場面でも、一人だけ服を着たままでいる。
敵に幻覚を見せる技「朱雀惑い」を使う。姉の形見である女物の懐剣も「逆手持ち」で相手に突き刺す。
実はルシオの仲間。
不如帰（ほととぎす）
声 - 崎山つばさ
思考が読めず、敵なのか味方なのかわからないミステリアスな存在。丁寧語で喋る。
左目の下に泣きぼくろが二つ並ぶ。三郎の命令を受け諜報活動を行なう。
妖銃「青龍穿ち」を駆使する。
藤白（ふじしろ）
演 - 石渡真修
アニメ未登場。
「応龍生殺（おうりゅうせいさつ）」を使う。

### 関係者
織田 三郎信長（さぶろう）
声 - 増田俊樹
数少ない龍眼の持ち主。織田家の嫡男だが突飛な恰好をして、諸国を廻り奔放に過ごしていた。
孫一たちを訓練し、天下五剣（水・風・火・土・雷）を教える。指導の厳しさは鬼教官のレベル。
沙羅の村を焼き払ったことがある。
剛剣「天羽々斬 拵直神断（あまのはばきり こしらえなおしかみだち）」を使う。
ルシオ・コルテス
声 - 佐藤流司
アニメのオリジナル・キャラクター。
雑賀の里を攻撃するイスパニア軍コンキスタドールの首領。敵対する相手を徹底的に破壊する。死に対して歪んだ憧れをもっている。
孫一に彼は自分の兄であると告げる。
決め台詞は「お前に地獄を見せてやる」。
羽柴 次丸秀勝（つぎまる）
演 - 玉城裕規
アニメ未登場。
三郎の四男。木下秀勝を失った秀吉の養子となる。おかっぱ頭のような髪型。

### その他・回想など
沙羅
声 - 阿部里果
イスパニアから来た美女。三郎と共に疫病患者の世話をした。日本の桜が好き。二人の弟がいる。
三郎が結婚も考えた人物であり、木偶の精神的な拠り所で心のささえになっている。しかし、流行り病により亡くなってしまう。
黒氷の父
声 - 山路和弘
息子の体を改造し、また死後に読まれることを想定した書物を書いていた。
今川義元
声 - 弦徳
三遠駿の太守。アニメ第4話に登場。

## 舞台

### 公演
錆色のアーマ
2017年6月8日から18日まで東京・AiiA 2.5 Theater Tokyoにて全17公演、同年6月22日から25日まで大阪・森ノ宮ピロティホールにて全6公演。
「錆色のアーマ」-繋ぐ-（つなぐ）
2019年6月6日から16日まで東京・天王洲 銀河劇場にて全16公演、同年6月22日から23日まで愛知・岡崎市民会館あおいホールにて全3公演、同年6月27日から30日まで大阪・梅田芸術劇場シアター・ドラマシティにて全6公演。
「錆色のアーマ」外伝 -碧空の梟-（がいでん あおのふくろう）
2021年4月15日から24日まで東京・品川プリンスホテルクラブeXにて全14公演。当初、2020年6月4日から28日までの全34公演を予定していたが新型コロナウィルス感染症の流行の影響で中止になり、その振替公演であったが2021年4月25日から29日までに予定されていた残り7公演が同じように中止になった。

### キャスト（舞台）

#### 錆色のアーマ（1作目）
- 孫一 - 佐藤大樹（EXILE/FANTASTICS）
- 織田信長 - 増田俊樹
- 鶴首 - 荒木健太朗
- 蛍火 - 永田崇人
- 黒氷 - 平田裕一郎
- 木偶 - 章平
- アゲハ - 神里優希
- 不如帰 - 崎山つばさ
- 明智光秀 - 栩原楽人
- 数珠坊 - 市瀬秀和
- 顕如 - 輝馬
- アンサンブル - 穴沢裕介、井上圭、KEN、小南竜平、西田健二、宮垣祐也、鮫嶋樹、山口拳生

#### 「錆色のアーマ」-繋ぐ-（2作目）
- 孫一 - 佐藤大樹（EXILE/FANTASTICS）
- 織田信長 - 増田俊樹
- 鶴首 - 荒木健太朗
- 蛍火 - 永田崇人
- 黒氷 - 平田裕一郎
- 木偶 - 章平
- アゲハ - 神里優希
- 茨木童子 - 佐藤永典
- 藤白 - 石渡真修
- 酒呑童子 - 田中しげ美
- 賀茂在昌 - 丘山晴己
- 羽柴秀勝 - 玉城裕規
- アンサンブル - 今井稜、大沼優記、西田健二、橋本有一郎、服部悠、冬川耕佑、宮垣祐也、若宮亮

#### 「錆色のアーマ」外伝 -碧空の梟-（3作目）
- 橘東雲 - 仲田博喜
- 橘未布留 - 櫻井圭登
- 橘羽矢十 - 富園力也
- 茨木童子 - 佐藤永典
- 藤白 - 石渡真修
- 酒呑童子 - 田中しげ美
- 黒氷 - 平田裕一郎
- アゲハ - 神里優希
- 鶴首 - 荒木健太朗
- アンサンブル - 西田健二、宮垣祐也

### スタッフ（舞台）
- 原案 - 「錆色のアーマ」プロジェクト
- 脚本 - なるせゆうせい（1作目）、高殿円（2作目以降）
- 演出・上演台本 - 元吉庸泰
- 音楽 - 岩崎廉（1作目）、田口囁一（2作目）、楠瀬拓哉（3作目）
- 振付 - 當間里美
- 主催 - ネルケプランニング[注 3]

## 漫画
錆色のアーマ
『月刊コミックジーン』（KADOKAWA）にて2019年2月号から11月号にかけて連載された。漫画はhagiが担当。
- 「錆色のアーマ」プロジェクト（原案）・hagi（漫画）『錆色のアーマ』 KADOKAWA〈MFコミックス ジーンシリーズ〉、全2巻
  1. 2019年5月27日発売、ISBN 978-4-04-065702-8
  2. 2020年1月27日発売、ISBN 978-4-04-064295-6

錆色のアーマ-黎明-
『月刊コミックジーン』にて2021年6月号から2022年6月号まで連載された。漫画は霜月かいりが担当。
- 「錆色のアーマ」プロジェクト（原案）・霜月かいり（漫画）『錆色のアーマ-黎明-』 KADOKAWA〈MFコミックス ジーンシリーズ〉、全2巻
  1. 2021年12月27日発売、ISBN 978-4-04-680955-1
  2. 2022年5月26日発売、ISBN 978-4-04-681383-1

## テレビアニメ
発足当初からアニメ化が視野に入れており、2019年6月6日の舞台『「錆色のアーマ」-繋ぐ-』の初日の会見時に正式に制作されることが発表された。『錆色のアーマ-黎明-』（さびいろのアーマ れいめい）のタイトルで、2022年1月から3月までTOKYO MXほかにて放送された。各回終了後には、キャストである佐藤とspiが出演するミニコーナー「孫一＆木偶の紀州ぶらり探訪！」が放送される。コーナー中では名物の目はり寿司を試食したり、「アニメでは毎回、必ず入浴シーンがある」など楽屋話も話される。

### スタッフ
- 原作 - 「錆色のアーマ」プロジェクト
- 監督 - 河原真明[24]
- シリーズ構成・脚本 - 江嵜大兄[24]
- キャラクターデザイン - 小川さくら[24]
- 美術監督・美術デザイン - 小林友里[24]
- 撮影監督 - 佐藤光洋
- 編集 - 上野勇輔[24]
- CGディレクター - 柱谷佳寿、梅野大輔[24]
- 音響監督 - 村松久進[24]
- 音楽 - 井手コウジ、MAYDENFIELD[24]
- 音楽プロデューサー - 小川克久
- 音楽制作 - Spectrum[24]
- プロデューサー - 中西明紀子、園山みさと、仲田有里、池上昌平、内藤宗一郎、吉田剛志、石垣吉彦、藤井克依
- アニメーションプロデューサー - 松橋祥司、河内龍、佐々木塁
- アニメーション制作 - Kigumi[24]
- アニメーション制作協力 - JCTV、Studio51[24]
- 製作 - アニメ「錆色のアーマ」製作委員会（ネルケプランニング、Age Global Networks、TOYCUTE、KADOKAWA、イープラス、フォアキャスト・コミュニケーションズ、YTE、ビクターエンタテインメント、Kigumi）

### 主題歌
「Faith」
孫一（佐藤大樹）、織田三郎信長（増田俊樹）、ルシオ（佐藤流司）によるオープニングテーマ。作詞はPA-NON、作曲・編曲はMao Yamamoto。
「Tie and Tie」
FANTASTICS from EXILE TRIBEによるエンディングテーマ。作詞は小竹正人、作曲はDaniel Kim、Jiyeon Park、Koji Yamaoka。
「Blue Eyes」
孫一（佐藤大樹）によるエンディングテーマ。作詞はSHOKICHI、作曲・編曲はSHOKICHIおよびHi-yunk。

### 各話リスト
| 話数   | サブタイトル | 絵コンテ                    | 初放送日      |
| ------ | ------------ | --------------------------- | ------------- |
| 第1話  | 漆黒の到来   | スワロウテイルズ 古谷渓一郎 | 2022年 1月9日 |
| 第2話  | 赤橙の誓い   | スワロウテイルズ 古谷渓一郎 | 1月16日       |
| 第3話  | 鉄紺の記憶   | スワロウテイルズ 古谷渓一郎 | 1月23日       |
| 第4話  | 梔子色の灯   | 佐藤マコト                  | 1月30日       |
| 第5話  | 鈍色の遺言   | スワロウテイルズ 古谷渓一郎 | 2月6日        |
| 第6話  | 黒紅の邂逅   | 佐藤マコト                  | 2月13日       |
| 第7話  | 烏羽色の試練 | スワロウテイルズ 古谷渓一郎 | 2月20日       |
| 第8話  | 薄桜の祈望   | スワロウテイルズ 古谷渓一郎 | 2月27日       |
| 第9話  | 朱華の逆心   | 佐藤マコト                  | 3月6日        |
| 第10話 | 緋色の決意   | スワロウテイルズ 古谷渓一郎 | 3月13日       |
| 第11話 | 滅紫の願い   | スワロウテイルズ 古谷渓一郎 | 3月20日       |
| 第12話 | 錆色のアーマ | スワロウテイルズ 古谷渓一郎 | 3月27日       |

### 放送局
| 放送期間                | 放送時間                     | 放送局       | 対象地域 | 備考                                 |
| ----------------------- | ---------------------------- | ------------ | -------- | ------------------------------------ |
| 2022年1月9日 - 3月27日  | 日曜 22:00 - 22:30           | TOKYO MX1    | 東京都   |                                      |
|                         | 日曜 23:30 - 月曜 0:00       | AT-X         | 日本全域 | CS放送 / 字幕放送 / リピート放送あり |
| 2022年1月10日 - 3月28日 | 月曜 0:00 - 0:30（日曜深夜） | テレビ和歌山 | 和歌山県 |                                      |
|                         | 月曜 0:30 - 1:00（日曜深夜） | サンテレビ   | 兵庫県   |                                      |
| 2022年1月12日 - 3月30日 | 水曜 0:00 - 0:30（火曜深夜） | BSフジ       | 日本全域 | BS/BS4K放送 / 『アニメギルド』枠     |

インターネットでは、Amazon Prime Video、アニメ放題、auスマートパスプレミアム、FOD、GYAO!ストア、J:COMオンデマンド、dアニメストア、TELASA、dTV、DMM動画、ニコニコ、Paravi、バンダイチャンネル、Hulu、ビデオマーケット、music.jp、milplus、U-NEXTで配信される。